# 琼斯岛污水处理厂
琼斯岛污水处理厂（英語：Jones Island Water Reclamation Facility）是一座位于美国威斯康辛州密尔沃基的污水处理厂，该厂坐落在密歇根湖沿岸的琼斯岛上。目前该污水处理厂已被列为国家史迹名录，并于1974年被美国土木工程师协会认定为国际土木工程历史古迹。

## 历史及运作

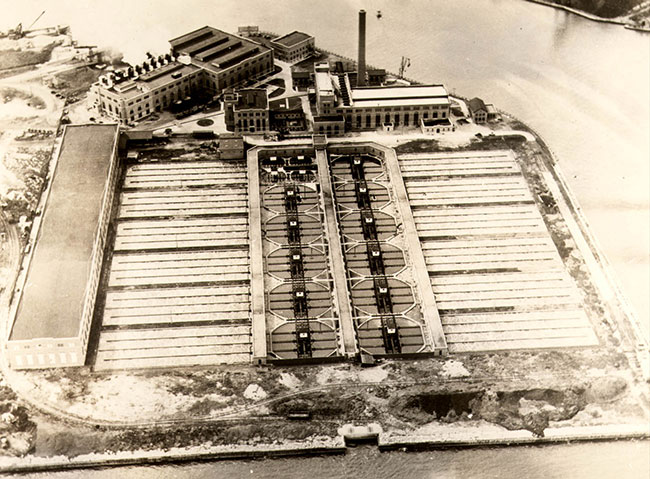
1926年的污水处理厂

琼斯岛污水处理厂自1926年以来就一直在运作，在处理废水的同时还进行肥料的生产作业。该污水处理厂是美国历史最悠久的污水处理厂之一，同时也是最早进行肥料销售的污水处理厂之一。
在这座污水处理厂建成之前，密尔沃基的生活及工业污水都是未经处理直接排入密歇根湖。1936年，一场未知的传染病席卷了密尔沃基，全市大约20%的人口（120,000人）受到波及，后经证实此次传染病正是由污水的直接排放所导致。直到后来政府发出饮用开水的呼吁后，此次疫情才宣告终止。1972年，美国国家环境保护局表彰了该厂提前实现了废水脱磷的目标。但是在1989年，由于该厂氰化物和重金属排放量超出了联邦标准，因此琼斯岛污水处理厂和美国其他879个工业设施一同被列入了排污超标名单。
1997年，联合水资源公司与密尔沃基大都会污水处理区（MMSD）签署了一份为期十年的合同，以求管理琼斯岛污水处理厂，为当时全美规模最大的公私合作伙伴关系。目前该厂的所有者是MMSD，并由威立雅环境公司继续以公私合作的模式运营管理。此外琼斯岛污水处理厂是目前服务于密尔沃基都会区的全部两个污水处理厂之一，另一个污水处理厂位于橡树溪。

## 废水处理

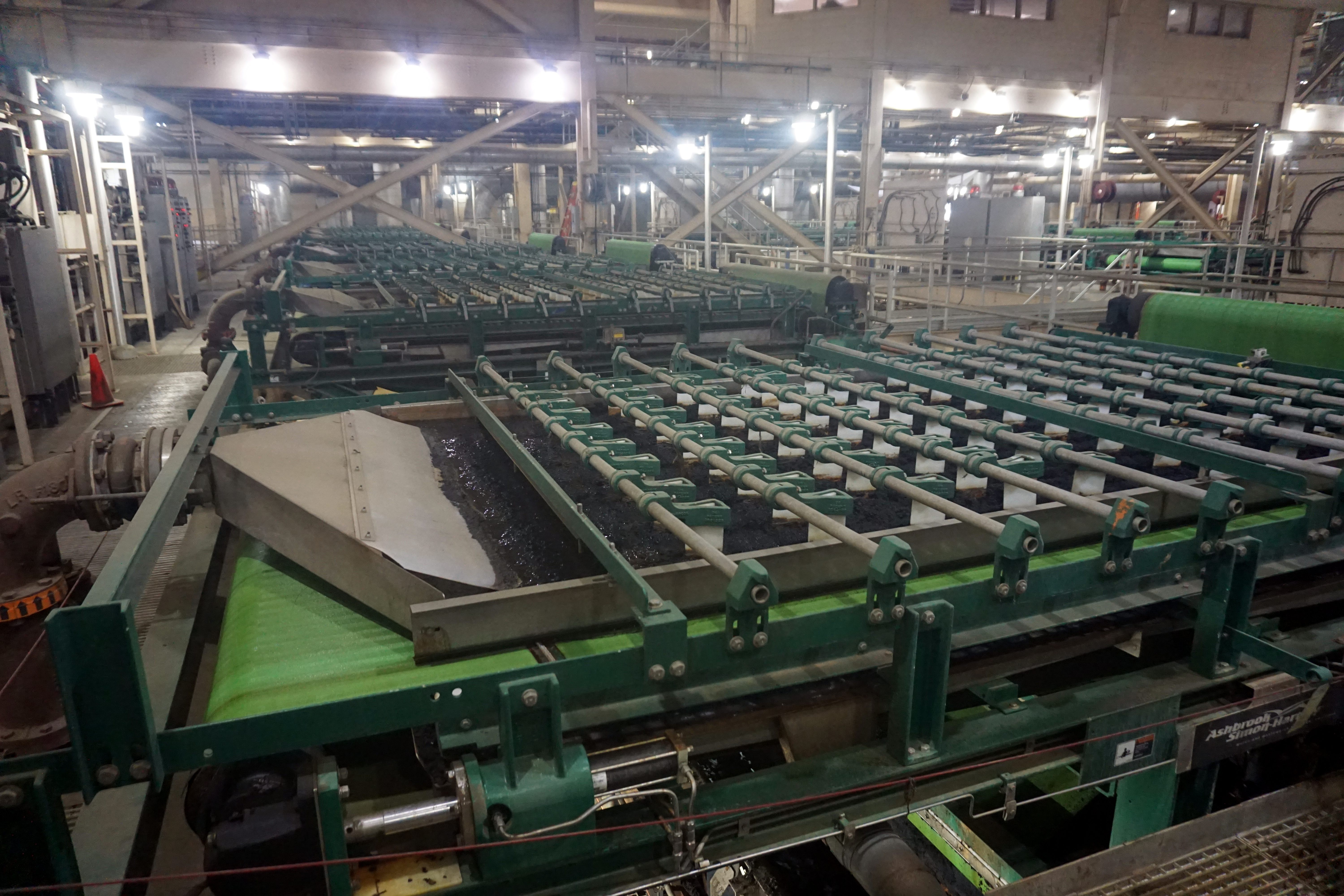
琼斯岛污水处理厂内部

截至2015年，琼斯岛污水处理厂每天能够处理300,000,000美制加侖（1.1×109公升），为威斯康辛州东南部28个城市共计110万人提供服务。这座废水处理厂位于一个供水网络的末端，该网络包含3,000英里（4,800）厂的家用管道、3,000英里（4,800）长的污水下水道以及28.5-英里（45.9-）长的深层排水隧道。该水网的深层下水隧道能容纳521,000,000美制加侖（1.97×109公升）的废水，可以在一定程度上防止污水外溢事件发生。
密尔沃基采用合流式下水道系统，将污水和城市径流引至琼斯岛污水处理厂后再行处理。废水流向琼斯岛污水处理厂所需的时间大约为24小时，处理后的再生水甚至比密歇根湖的湖水更洁净。
在废水到达污水处理厂后，首先进行过滤，之后在圆形储存罐进行澄清。接下来废水将流至储水渠，并通过微生物（包括楯纖蟲、蕈頂蟲以及鐘蟲）降解其杂质。这些细菌的寿命很短，将含有细菌遗骸的淤泥烘干加热（900 °F（482 °C）至1,200 °F（649 °C））并翻滚至均匀大小后可用于化肥生产。截至2017年，该污水处理厂每年都能以此法生产多达4.5万吨化肥。此项措施被视为世界上规模最大的循环利用项目，并因其可再生性受到美国农业部的认可。

## 旅游参观
截至2015年，共有超过20,000位民众参观了琼斯岛污水处理厂，其中许多人参加了一年一度的“开门密尔沃基”活动。对污水处理厂的参观活动是密尔沃基大都会污水处理区的外联活动的组成部分，亦是公共教育项目的重要组成部分。在2010年代中期，每年大约有4000人前来参访琼斯岛污水处理厂。